# Ингушский язык
Ингу́шский язы́к (ингуш. гӏалгӏай мотт) — язык ингушей, входящий в нахско-дагестанскую семью.
Ингушский язык распространён на Северном Кавказе, в основном в Ингушетии и Пригородном районе Северной Осетии. Он является государственным языком в Ингушетии.

## Название
Самоназвание ингушского языка — гӏалгӏай мотт [ʁəlʁɑj mot], что переводится как «язык ингушей» (от самоназвания ингушей — гӏалгӏай).
Ингуши чаще называют его терминами вай мотт «наш язык» или вай наха мотт «язык нашего народа», охватывающими как ингушский, так и близкородственный чеченский язык.
Корень ингуш-, используемый в русском языке для обозначения как народа, так и языка, восходит к названию села Онгушт (сейчас село Тарское). Этот корень используется в русском языке со времени первых активных контактов русских с ингушами в XVII веке.

## Классификация
Ингушский и чеченский языки образуют вайнахскую группу внутри нахской ветви нахско-дагестанской семьи. Ингушский и чеченский рассматриваются как отдельные языки.
По мнению Ю. Д. Дешериева, ингушский и чеченский языки «так близки между собой, что носители их более или менее хорошо понимают друг друга», при этом их «смешение и взаимовлияние» усилилось после образования общей Чечено-Ингушской АССР и в особенности после Великой Отечественной войны. По мнению З. К. Мальсагова, они «отличаются одно от другого довольно значительно, однако, не настолько, чтобы чеченцы и ингуши не могли понять друг друга без предварительной подготовки». По мнению Н. Ф. Яковлева, чеченцы и ингуши «без всяких затруднений понимают друг друга». По мнению Дж. Николс, ингушский и чеченский языки «невзаимопонятны, но из-за широко распространённого пассивного частичного знания ингушами стандартного плоскостного чеченского языка они в некоторой степени функционируют как единое речевое сообщество».
Аккинский и галанчожский диалекты чеченского языка по разным языковым свойствам занимают промежуточное положение в диалектном континууме чеченского и ингушского, а ингушский язык в некоторых аспектах похож на горные чеченские диалекты.

## Распространение
Ингушский язык является языком ингушского народа, проживающего преимущественно в Республике Ингушетия и на прилегающих территориях, включая Пригородный район Северной Осетии. С юга ареал ингушского языка граничит с грузинским, с запада — с осетинским и с востока с чеченским языками. С севера к нему прилегают ареалы кабардино-черкесского, ногайского и кумыкского, с XVI века — русского.
По данным переписи 1989 года, в РСФСР ингушским языком владели около 212 000 человек, из них 164 000 в Чечено-Ингушской АССР и 32 000 в Северной Осетии. По переписи 2002 года, в России ингушским владели около 405 000 человек, включая 358 000 в Ингушетии и 21 000 в Северной Осетии. По данным переписи 2010 года, в России около 444 000 говорящих по-ингушски; по переписи 2020—2021 годов — 501 544 человек.

## Ингушский алфавит
В начале XX века ингушский язык обрёл письменность на основе арабского алфавита. После Октябрьской революции при участии Заурбека Мальсагова был разработан проект алфавита на основе латиницы (в 1923—1928 использовался неоднократно реформированный собственно ингушский алфавит, а в 1928—1938 — общий чечено-ингушский).
Ингушский алфавит 1928 года: A a, Æ æ, Ä ä, B b, C c, Č č, D d, E e, F f, G g, H h, Ꜧ ꜧ, I i, J j, K k, L l, M m, N n, Ņ ņ, O o, Ö ö, P p, Q q, R r, S s, Š š, T t, U u, Ü ü, V v, X x, X́ x́, Y y, Z z, Ž ž, Ch ch, Čh čh, Gh gh, Kh kh, Ph ph, Qh qh, Th th.
В 1938 году алфавит ингушского языка был переведён на кириллицу.
Современный ингушский алфавит:
| А а   | Аь аь | Б б   | В в   | Г г   | ГӀ гӏ | Д д   | Е е   |
| Ё ё   | Ж ж   | З з   | И и   | Й й   | К к   | Кх кх | Къ къ |
| КӀ кӏ | Л л   | М м   | Н н   | О о   | П п   | ПӀ пӏ | Р р   |
| С с   | Т т   | ТӀ тӏ | У у   | Ф ф   | Х х   | Хь хь | ХӀ хӏ |
| Ц ц   | ЦӀ цӏ | Ч ч   | ЧӀ чӏ | Ш ш   | Щ щ   | Ъ ъ   | Ы ы   |
| Ь ь   | Э э   | Ю ю   | Я я   | Яь яь | Ӏ I   |       |       |

## Лексика
Ингушский словарь состоит, с точки зрения происхождения слов, из исконных и заимствованных слов. К исконным относятся общие для нахских языков слова, как, например, корта «голова», букъ «спина», нах «люди», даха «жить», дика «хороший» и т. д. и собственно ингушские, вроде хьоар «пшеничная мука», чӏега «замо́к», нӏана «червяк» и др.
До Октябрьской революции в ингушский язык в основном заимствовались слова из русского, кумыкского, грузинского, осетинского, персидского и арабского языков. Эти заимствования были заимствованы преимущественно путём устного общения. Из-за устного общения между ингушами и русскими появились в ингушском языке такие слова, как: пувдар < «пудра»; кийла < «кило»; эпсар < «офицер» и т. д. В советский период, после создания письменности на основе латиницы, заимствования из русского получили более широкое распространение, особенно в области политической и научно-технической терминологии (например, инг. совет, ручка, столица, общество, спутник и т. д.).

## Средства массовой информации на ингушском языке
- Телевидение

1. Национальная телерадиокомпания «Магас»
2. ГТРК «Ингушетия»

- Газеты

1. «Сердало» (республиканская газета, с 1923 г.)
2. «Ачалкхен колхозхо» (Ачалукский колхозник, Ачалукский район, 1941 г.)
3. «Байракх» (Знамя, Первомайский район, 1958—1960 гг.)
4. «Къахьегама байракх» (Знамя труда, Сунженское территориальное колхозно-совхозное управление, 1962—1963 гг.)
5. «Ленина байракх» (Ленинское знамя, Назрановский район, с 1958 г.)
6. «Наьсарен колхозхо» (Назрановский колхозник, Назрановский район, 1939—1943 гг.)

- Журналы

1. «СелаӀад» («Радуга», ежемесячный детский журнал, с 1986 г.)
2. «Молодёжь Ингушетии» (2002 г.)
3. «Даймохк», еженедельный журнал в Пригородном районе (с 2006 г.).

### Словари
- Бекова А. И., Дударов У. Б., Илиева Ф. М., Мальсагова Л. Д., Тариева Л. У. Ингушско-русский словарь. — Нальчик, 2009.
- Джамалханов 3. Д., Мациев А. Г., Оздоев И. А. Ингушско-чеченско-русский словарь. — Грозный, 1962.
- Куркиев А. С. Ингушско-русский словарь. — Магас: «Сердало», 2005. — 544 с. — 5000 экз. — ISBN 5-94452-054-X.
- Оздоев И. А. Русско-ингушский словарь. — М., 1980.
- Nichols, Johanna. Ingush-English and English-Ingush dictionary (Ghalghaai-ingalsii, ingalsii-ghalghaai lughat). — London, New York: Routledge Curzon, 2004. — ISBN 0-415-31595-6.